# Mestolobes
Mestolobes é um gênero de mariposa pertencente à família Crambidae.